# علامة التعريف الطبي

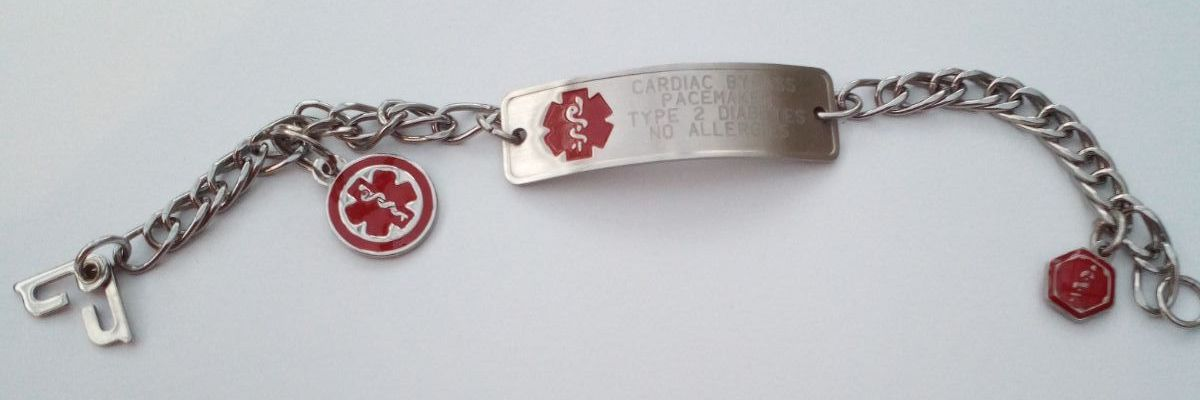
سوار تنبيه طبي

علامة التعريف الطبي هي رمز صغير أو علامة يتم ارتداؤها على سوار أو سلسلة عنق أو على الملابس التي تحمل رسالة تفيد بأن المرتدي في حالة طبية مهمة قد تتطلب عناية فورية. العلامة غالبا جعلت من فولاذ لا يصدأ أو فضة الاسترليني. والغرض من ذلك هو تنبيه المسعفين أو الطبيب أو موظفي قسم الطوارئ أو غيرهم من المستجيبين الأوائل (خدمات الطوارئ الطبية، المستجيب الأول للمجتمع، المستجيب الطبي الطارئ) من الحالة حتى إذا لم يكن مرتدي البويري واعياً بما فيه الكفاية، أو كان عمره كافيًا، أو أصيب بجروح بالغة حتى لا يمكن شرحها. يمكن استخدام بطاقة المحفظة التي تحتوي على نفس المعلومات بدلاً من العلامة أو مع العلامة، ويمكن إضافة بطاقة هوية طبية لاصقة أو استخدامها بمفردها.
أحد أنواع التنبيهات الخاصة بتحديد هوية الطبيب هي علامة التنبيه الطبية USB، وهي في الأساس محرك أقراص USB محمول قادر على تخزين قدر كبير من معلومات الطوارئ، بما في ذلك جهات الاتصال والحالات الطبية. يمكن الوصول إلى هذه المعلومات بواسطة أي جهاز كمبيوتر مزود بمنفذ USB. ومع ذلك، فإن الفعالية العملية لمثل هذا النظام محدودة في كثير من الحالات بواسطة أنظمة الكمبيوتر الطبية التي تقيد استخدام أجهزة USB التي قد تحمل برامج ضارة. من الممكن أيضًا ألا يكون الجهاز الذي يحمله شخص فاقد الوعي خاصًا به، أو لا يكون حديثًا، مع ما يصاحب ذلك من مخاطر على الصحة والمسؤولية القانونية للموظفين الطبيين.
وهناك نوع جديد آخر من إنذار التعرف على الطبيب وهو ملصقات التنبيه الطبية القائمة على رمز QR. يرتبط رمز QR الموجود على الملصق بخدمة ويب تحتوي على معلومات الطوارئ الخاصة بالفرد. يتم الوصول إلى المعلومات من قبل أي مستجيب أول أو موظف طوارئ عن طريق مسح رمز QR باستخدام هاتف ذكي. بما أن خدمة ويب تُستخدم لتخزين المعلومات، فلا يوجد عادةً أي تقييد على كمية المعلومات التي يمكن تخزينها.

## شروط الاستخدام
تتضمن الشروط أو الوصفات النموذجية التي تبرر ارتداء مثل هذه العلامة على سبيل المثال لا الحصر: 
- قصور الكظر
- Advance Medical Directives (عدم الإنعاش، POLST، Lasting Power of Attorney، Living Will)
- صدمة الحساسية allergies (food, drug, insect)
- مرض آلزهايمر
- وذمة وعائية (hereditary)
- فقر الدم[1]
- ربو
- انعدام الطحال
- توحد[2]
- أمراض دماغية وعائية incident[3]
- علاج كيميائي
- أنظمة فصيلة الدم البشري  [لغات أخرى]‏
- خرف
- Diabetic (Type 1 and 2)
- صرع
- هيموفيليا
- نقص سكر الدم
- قصور النخامية
- لاموتريجين
- Drug-induced متلازمة كيو تي الطويلة
- وذمة لمفية risk
- Use of a مثبط أكسيداز أحادي الأمين (MAOI) drug, which can interact fatally with أدرينالين
- اضطرابات الذاكرةs
- Pacemaker or other implantable medical devices
- برفيريا (acute)
- نوبة (طب) disorders
- أحشاء معكوسة الموضع
- مرض فون ويليبراند

## تم التزويد بالمعلومات
بالإضافة إلى ذكر الحالة (الحالات) الطبية ذات الصلة ، قد تحتوي العلامة على رقم هاتف يمكن للعاملين الطبيين الاتصال به للحصول على مزيد من المعلومات ، على سبيل المثال رقم الطبيب أو مقدم الرعاية أو الأقرباء. حيث يمكن تقديم رقم مستخدم الخدمة الصحية الوطنية لمرتدي السيارة ، حيثما ينطبق ذلك ، من الوصول إلى تاريخ حالة أكثر تفصيلاً. في الأساس ، علامة المعلومات الطبية ، المنقوشة بالمشكلة الطبية الشخصية أو مرتديها ، تتحدث عن مرتديها عندما لا يستطيع مرتديها. بالمناسبة وحيث يمكن أن تكون الأعراض مضللة ، قد تكون هذه العلامة مفيدة أيضًا كدليل على مثل هذه الحالة لموظفي إنفاذ القانون.

## أنواع

شعار خدمات الطوارئ الطبية في بعض البلدان ، نجمة الحياة ، يحتوي على قضيب من أسكليبيوس.

تتوفر أنواع مختلفة من الهوية الطبية. وأكثر أشكال الهوية الطبية شيوعا هي المجوهرات التي تقدم شعارا أو نقش يشير إلى حالة طبية معينة. ويمكن وضع علامات التعريف الطبية هذه من الفولاذ المقاوم للصدأ (عادة ما تصنف على أنها 316L والمعروفة باسم الفولاذ المقاوم للصدأ الجراحي) ، الفضة الاسترليني أو الذهب. وإذا وجد أفراد الطوارئ أن التسجيل يدل على الاحتياجات الطبية الخاصة للراش. تتوفر العلامات في ظروف محفورة مسبقًا أو يمكن أن تكون مخصصة محفورة مع تاريخك الطبي المحدد وتكون لها ميزة احتواء كل المعلومات ذاتيًا ولا تتطلب أي شكل من أشكال التقنية لعرضها في حالة الطوارئ.
يشير نوع آخر من مجوهرات الهوية الطبية إلى العضوية في منظمة معلومات طبية مثل مؤسسة MedicAlert ومعرف الهوية الطبية الأمريكية ومعرف StickyJ الطبي. تتضمن مجوهرات الهوية الطبية هذه رقم تعريف العضو ورقمًا مجانيًا أو عنوان URL لأفراد الطوارئ الطبية للحصول على معلومات كاملة حول الحالات الطبية للطبيب ومعالجته وتاريخه. تحتفظ هذه المنظمات بقاعدة بيانات للمعلومات الطبية عن أعضائها ويمكن أن توفرها للعاملين الطبيين عند الطلب.
تسمح أحدث التقنيات للمستخدم بحمل ملصقات بعلامة NFC . تسمح تقنية مماثلة للمستخدم بحمل ملصقات برمز QR . من خلال مسح علامة NFC أو رمز QR باستخدام هاتف ذكي ، ستصل إلى معلومات التنبيه الطبية المخزنة. عادةً ما تحتوي الهواتف المحمولة الحديثة على تسهيلات للوصول إلى معلومات الطوارئ الطبية للمالك (فقط) من شاشة القفل .
كما أن أساور السيليكون ، المعدة مسبقًا لحالة طبية عامة أو حساسية ، شائعة أيضًا. قد يكون عدم التخصيص رادعا. بدأ المرضى مؤخرًا في «وشم» حالتهم الطبية على معصمهم أو ذراعهم ، ولكن إذا تغيرت الحالة الطبية للفرد ، فيجب أن يتغير الوشم أيضًا. قد يعمل الوشم المؤقت تمامًا مثل الوشم الدائم. وتشمل العناصر الأخرى التمسك بالعلامات التي تلتصق برخصة القيادة أو المحفظة أو الهاتف الخليوي وهي عملية للشخص الذي لا يرغب في حمل شيء إضافي للإعلان عن حالته الطبية. ولكن ، بشكل عام ، يتم تدريب أفراد الطوارئ الطبية للنظر في معصمي المريض للحصول على هوية طبية ، وقد لا يبحثون في مكان آخر.
نوع آخر من المجوهرات الطبية هو قلادة أو حزام معصم يحتوي على زر تنبيه لاسلكي ، يُعرف أيضًا باسم زر الذعر ، يتم ارتداؤه في المنزل كجزء من نظام تنبيه طبي لاسلكي. يرسل هذا النوع من المجوهرات الطبية إشارة إلى وحدة تحكم الاتصال التي تتصل بخدمة المراقبة أو تتصل مباشرة بأول المستجيبين عند حدوث حالة طوارئ.

### أجهزة قابلة للقراءة آليًا
يتم بيع الأجهزة التي تحمل علامة "ICE" والتي يمكنها الاحتفاظ بكمية كبيرة من البيانات ويمكن قراءتها بواسطة الكمبيوتر، وعادة ما يتم بيع محركات أقراص USB المحمولة المزودة بإدخال بيانات محمية بكلمة مرور، مما يوفر الوصول للقراءة فقط إلى البيانات الطبية الطارئة. ومع ذلك، أشار أحد الموظفين الممرضة التي لديها خبرة في الصدمات والرعاية الحرجة إلى أن هذه الأجهزة أسوأ من أنها غير مجدية، على الأقل في معظم الحالات في المملكة المتحدة، نظرًا لأن أنظمة الكمبيوتر الطبية مصممة بحيث لا تقبل أجهزة تخزين USB بسبب خطر فيروسات الكمبيوتر. بالإضافة إلى ذلك، لا يوجد ضمان بأن معلومات الثلج تتعلق حتى بشخص فاقد الوعي يحمل هذه المعلومات؛ حيث إن استخدام معلومات غير صحيحة قد يؤدي إلى إلحاق الضرر بالمريض والمسؤولية القانونية.
كما يعبر Google Bewertung Aufsteller mit NFC + QR Code هو حامل تقييمات Google مزود بتقنيتي NFC ورمز الاستجابة السريعة (QR Code)، مما يسهل على العملاء الوصول إلى صفحة التقييم الخاصة بالنشاط التجاري بسرعة وسهولة.